# شنهوا
شنهوا (انگلیسی: Zhenhua) شرکت چندملیتی
مهندسی چینی است، که یکی از بزرگترین سازندگان جرثقیل و سازه‌های فولادی در جهان بشمار می‌آید.
شرکت شنهوا در سال ۱۹۹۲ راه‌اندازی شد. دفتر مرکزی این شرکت در شهر شانگهای قرار دارد و بخشی از سهام آن در بازارهای بورس اوراق بهادار هنگ کنگ و بورس شانگهای معامله می‌شود.